# Cléo de Mérode
Cléopâtre-Diane de Mérode (Paris, 27 de setembro de 1875 – 17 de outubro de 1966) foi uma bailarina francesa da Belle Époque.

## Biografia
Cléo nasceu em Paris, em 1875. Era a filha ilegítima da baronesa austríaca Vincentia de Mérode (1850–1899) com o juiz, advogado e pioneiro do turismo, Theodor Christomannos (1854–1911). Os pais se separaram depois de seu nascimento, mas ele continuamente enviou apoio financeiro para a baronesa e a filha. Seu tio era o pintor Karl Freiherr von Mérode. Aos 8 anos, começou a estudar dança e fez sua estreia profissional aos 11 anos.

## Carreira
Cléo ficou famosa por seu glamour, especialmente quando dançava e sua imagem começou a ser replicada em cartões postais e folhetos. Um determinado penteado que Cléo escolheu usar logo se tornou uma febre entre as mulheres parisienses. Sua fama era tanta que Alexandre Falguière esculpiu a estátua The Dancer, usando sua imagem como inspiração, hoje depositada no Musée d'Orsay. Em 1895, Henri de Toulouse-Lautrec pintou seu retrato, assim como Alfredo Muller e Giovanni Boldini. Alguns dos mais ilustres fotógrafos da época faziam fila para fotografá-la, incluindo Félix Nadar.
Em 1896, o rei Leopoldo II da Bélgica foi ao balé e assistiu Cléo dançar. O rei de 61 anos ficou apaixonado pela bailarina de 21 anos de idade e logo a sociedade comentava que Cléo era sua amante. Como o rei já era casado e tinha dois filhos, a reputação de Cléo sofreu um grande abalo e ela acabou vivendo com a infame alcunha de amante do rei até a morte. Ainda assim, Cléo se tornou uma estrela internacional, uma celebridade tanto na Europa quanto nos Estados Unidos. No auge da fama, ela escolheu dançar no cabaré Folies Bergère, algo que as bailarinas mais famosas nunca tinham feito.
Cléo era muito popular na Áustria e na Alemanha, tendo seu personagem aparecendo no filme mudo alemão Frauen der Leidenschaft (1926), onde foi interpretada pela atriz Fern Andra. Em Viena, sua beleza atraiu a atenção do pintor Gustav Klimt, cujo principal foco de suas telas era a sexualidade feminina.
Cleó continuou dançando até perto dos 50 anos de idade e se aposentou em seguida, escolhendo o resort marítimo de Biarritz, no sudoeste da França, onde deu aulas de balé antes de se aposentar de vez em 1965, aos 90 anos. Em 1955, Cléo processou e ganhou a causa contra Simone de Beauvoir por chamá-la de cortesã em seu livro O Segundo Sexo, obrigando a autora a remover a passagem do livro. No mesmo ano, Cléo publicou sua autobiografia, Le Ballet de ma vie.

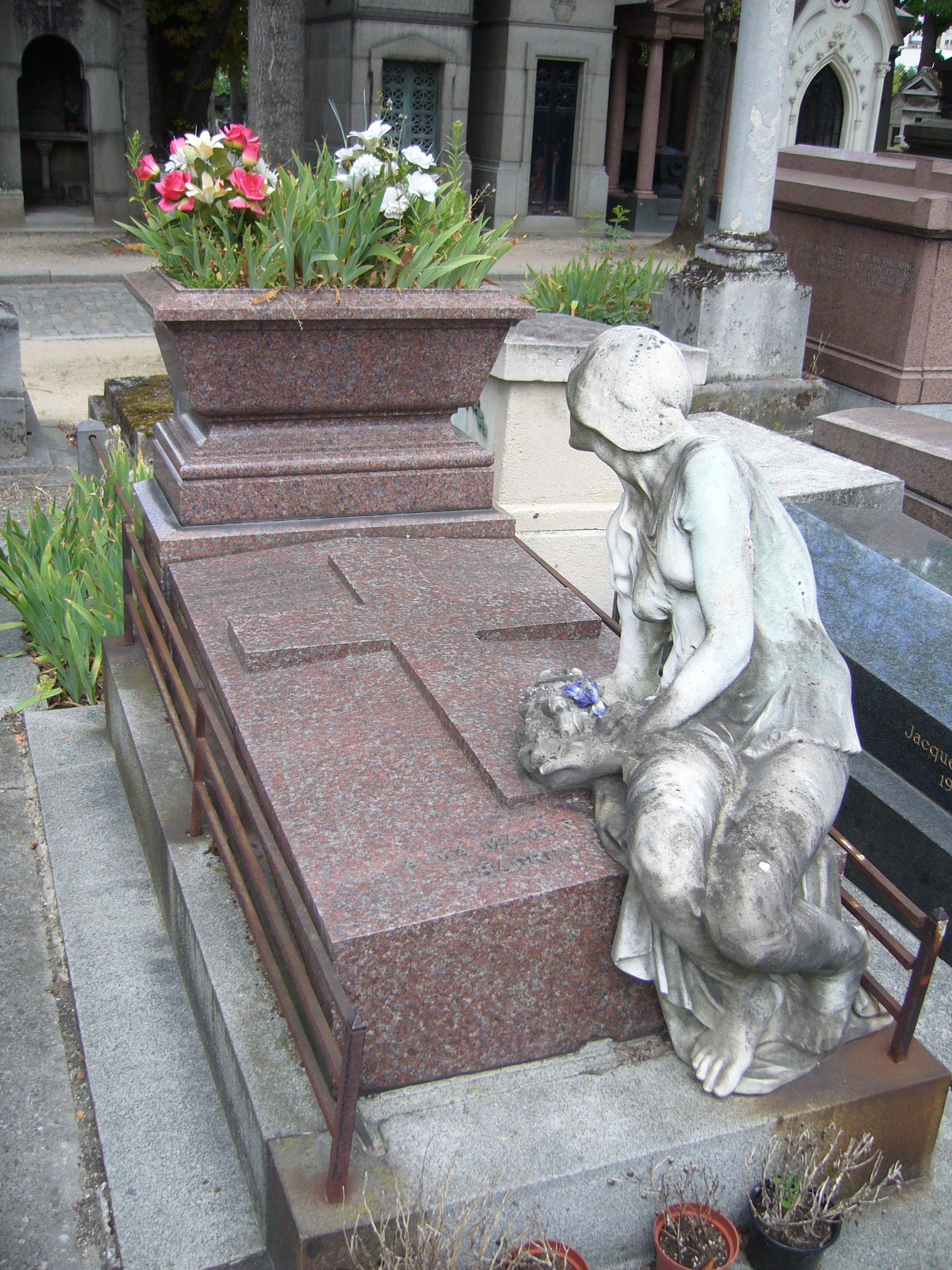
O túmulo de Cléo de Mérode no Cemitério Père Lachaise

Sem ter se casado e sem filhos, Cléo afirmou ter se envolvido romanticamente com apenas dois homens na vida. Um morreu de febre tifoide, o segundo, o escultor e diplomata, Luis de Périnat (1872–1923), a deixou para viver com outra mulher.

## Morte
Cléo de Mérode morreu no dia 17 de outubro de 1966, em Paris, aos 91 anos e foi sepultada no Cemitério do Père-Lachaise. A estátua em seu túmulo foi esculpida por Luis de Périnat, onde ele a retrata chorando pela morte da mãe, sepultada no mesmo bloco do mesmo cemitério.